# Lunagallerian
Lunagallerian är ett byggnadskomplex i centrala Södertälje innehållande butiksgalleria, kulturhus och offentlig service. Komplexet har fastighetsbeteckningen Luna 8, och upptar större delen av kvarteret Luna som ramas in av Storgatan, Nygatan, Gästgivaregatan och Garvaregatan.

## Historia
I samband med citysaneringen av Södertäljes stadskärna genomfördes genomgripande förändringar av de gamla stadskvarteren. Från 1960-talet hade flera varuhus och galleriabyggnader uppförts som Varuhuset Kringlan och ett Domusvaruhus längs Storgatan.
Vid 1970-talets början projekterades rivning av vissa äldre byggnader i kvarteret Luna samt inbyggnad av S:t Ragnhildsgatan mellan Storgatan och Nygatan. Luna är det sista bygget som kopplas till Citysaneringen av Södertäljes stadskärna.
Rivning inför uppförandet av Luna påbörjades hösten 1973, och byggnationen inleddes 1976. I juni 1977 hade Luna nått taknivå, och gallerian öppnade 1978.
Ett omfattande moderniseringsarbete påbörjades 2006. Den sista öppna delen av S:t Ragnhildsgatan byggdes in och gallerians östra entré flyttades ända fram till Storgatan. Invändigt lades ljusare golvbeläggningar i sandsten, ytskikt gjordes vita, samt belysning och ventilation byttes. Butiksfasaderna fick större glaspartier mot galleriagången under 2008–2009.
Hösten 2019 upptäcktes omfattande fuktskador i samtliga kontorsbyggnader i fastigheten Luna 8. Kommunfullmäktige fattade därefter ett inriktningsbeslut att riva hela komplexet, och återgå till det tidigare rutnätsformade gatunätet med ej överbyggda stadskvarter. Lunagallerian planeras att rivas i början av 2024.

### Bilder från byggnationen

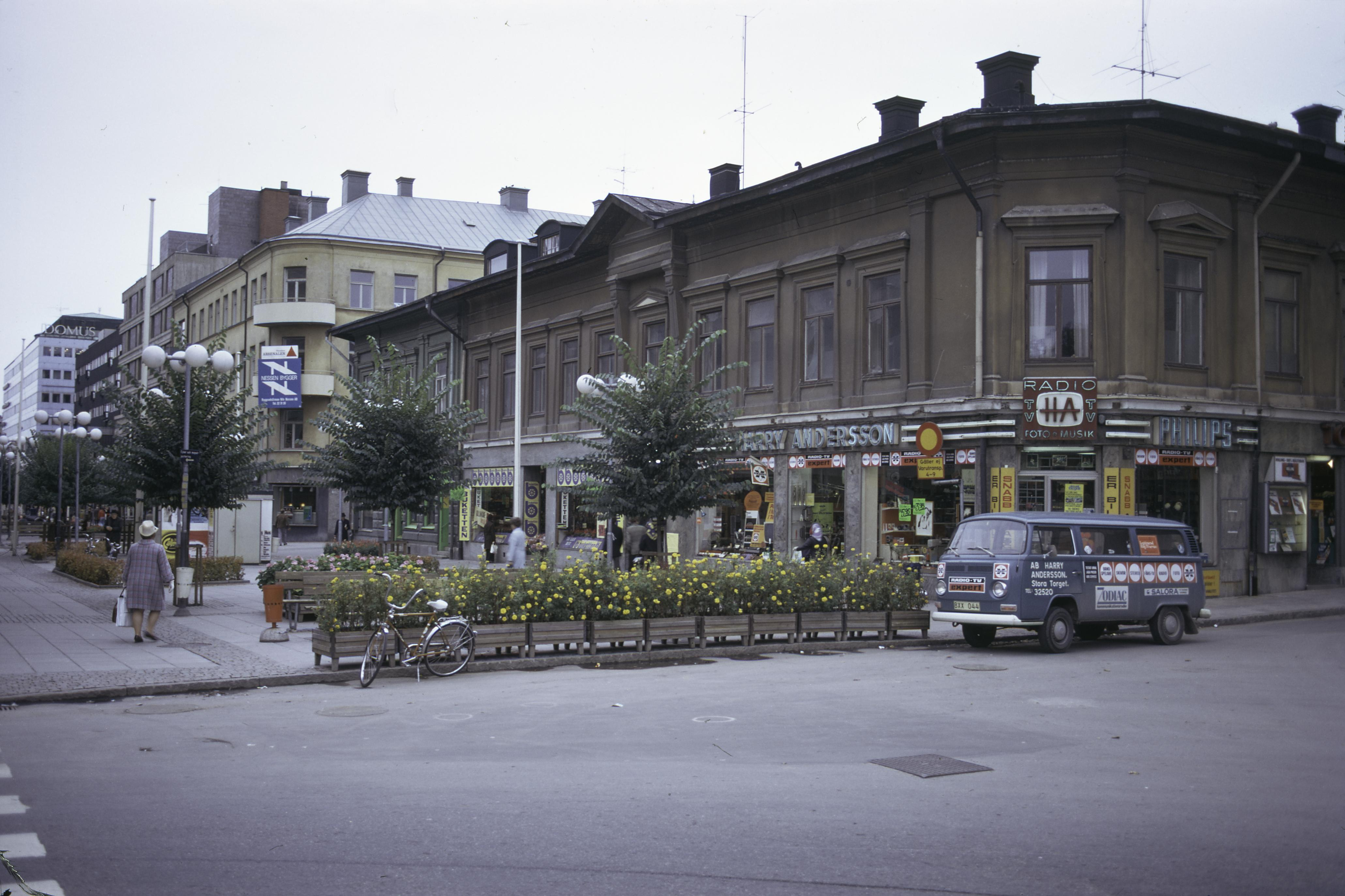
Storgatan 1973, innan uppförande av Lunagallerian. Kvarteret Luna närmast i bild. Domus, Kopparhuset och Metrohuset redan byggda
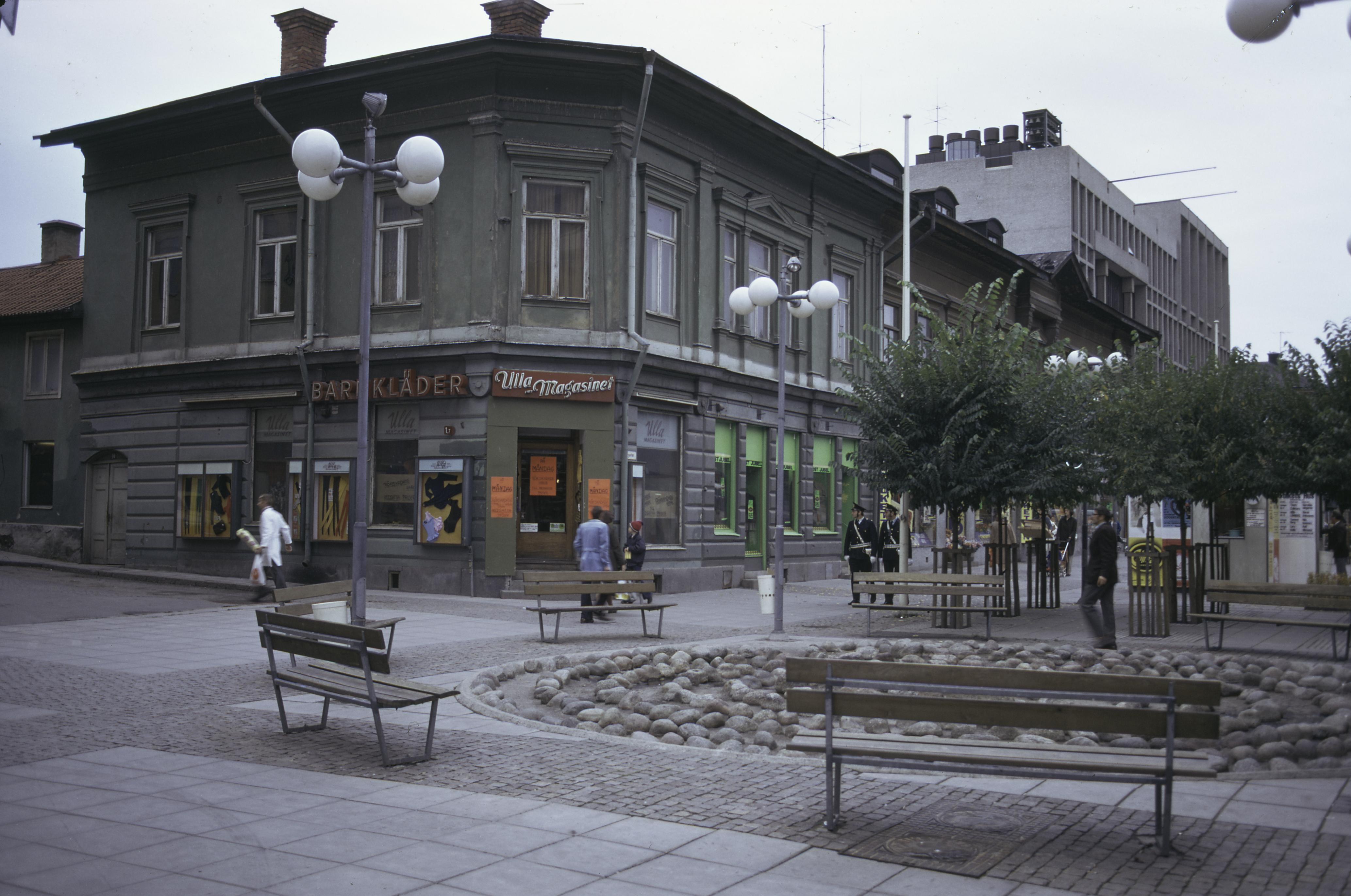
Norra delen av kvarteret Luna 1973, innan rivning för Lunagallerian. Södertälje tingshus i bakgrunden
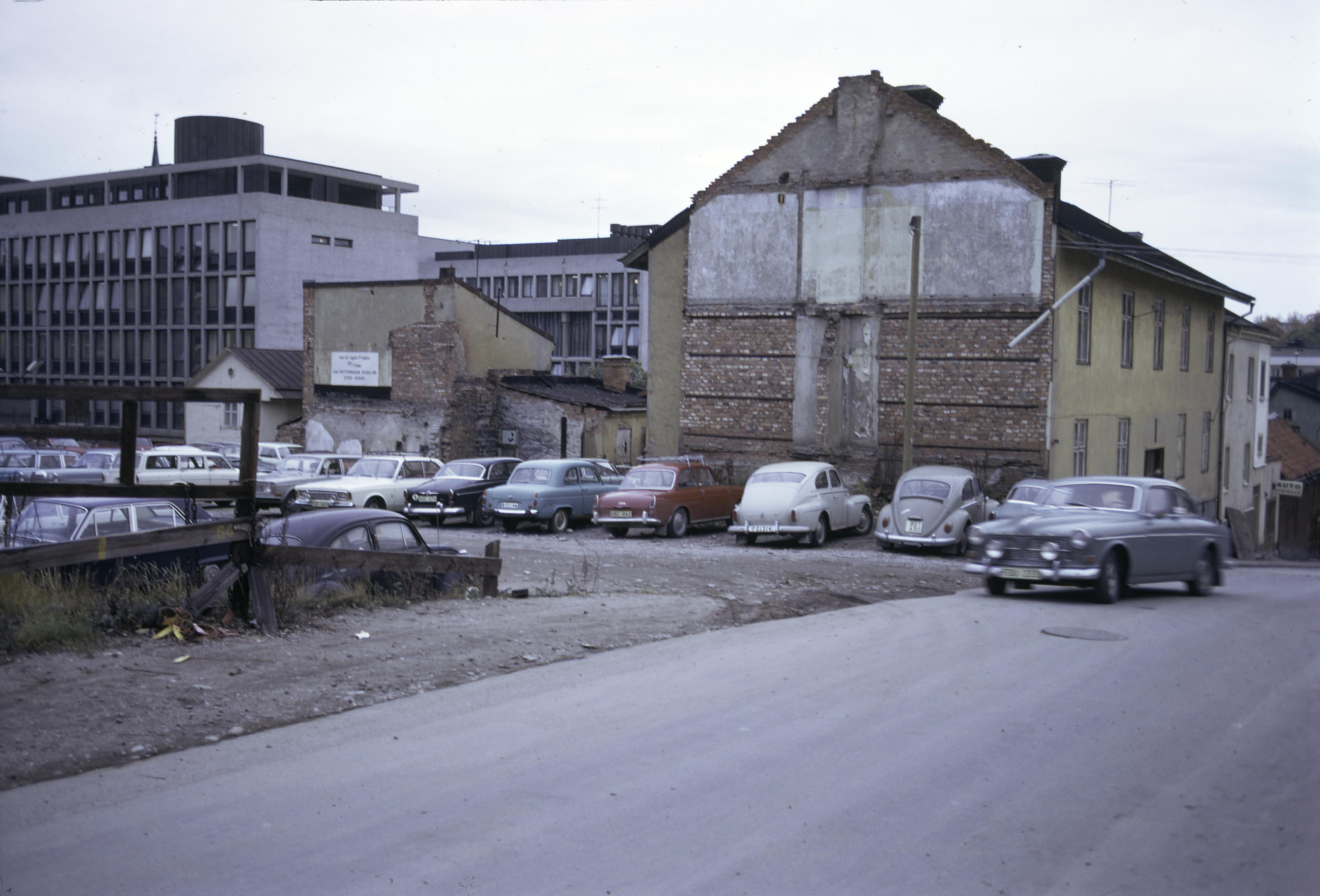
Rivningshus i kvarteret Luna sett från Nygatan 1973. Tingshuset i bakgrunden
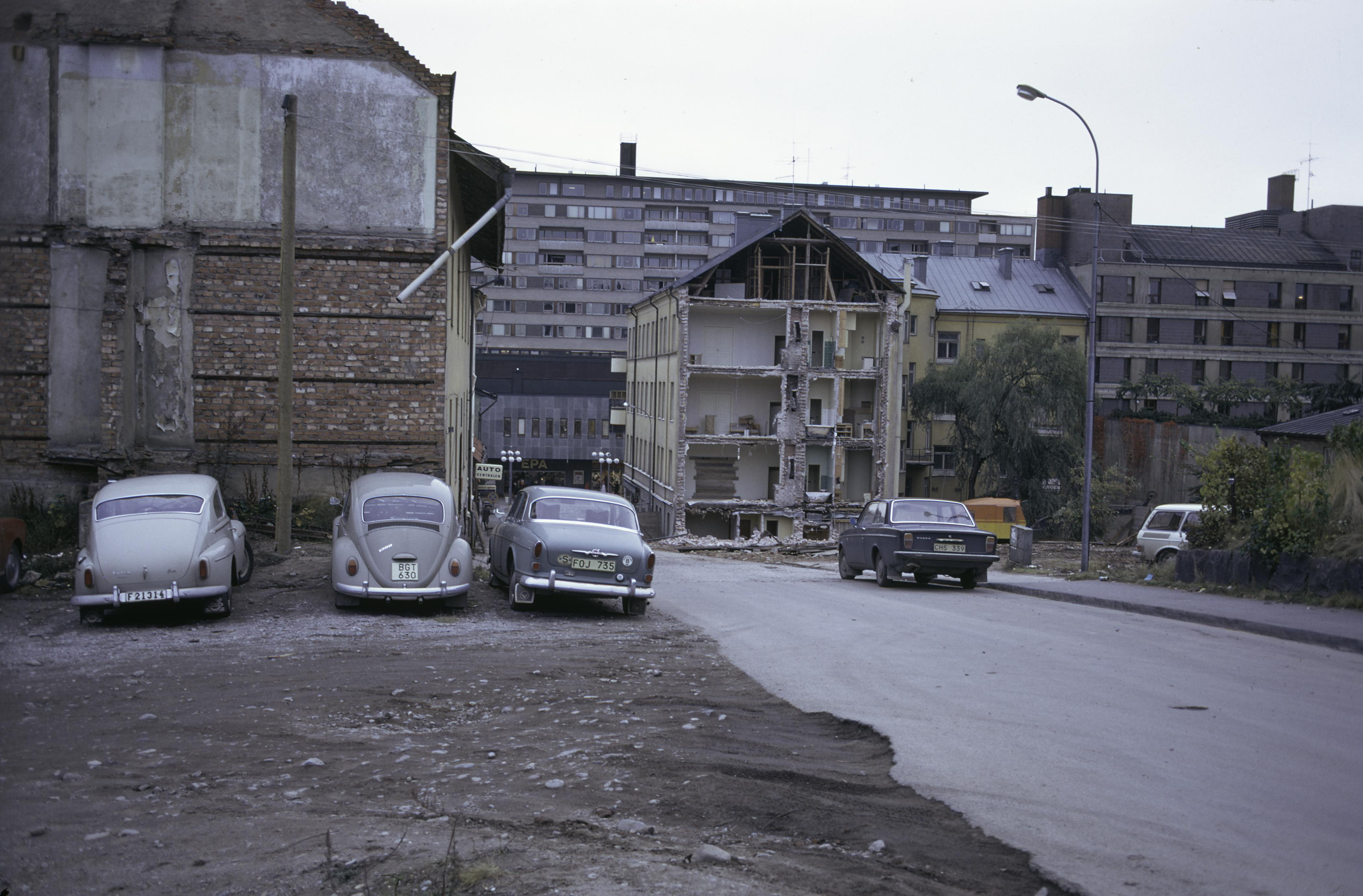
Rivning i kvarteret Luna 1973 sett från Nygatan. EPA/Åhléns rakt fram. Metro- och SEB-huset syns till höger

## Luna kulturhus
Komplexet planerades med flera kulturella verksamheter samlade. Från starten har bland annat Södertälje stadsbibliotek, Södertälje konsthall med tillhörande verksamhet, samt tidigare även Biograf Roxy funnits i lokalerna. I kulturhuset finns också en hörsal för evenemang. Efter gallerians renovering på 2000-talet återfinns de kulturella verksamheterna samlade på komplexets mellanplan.

### Bilder

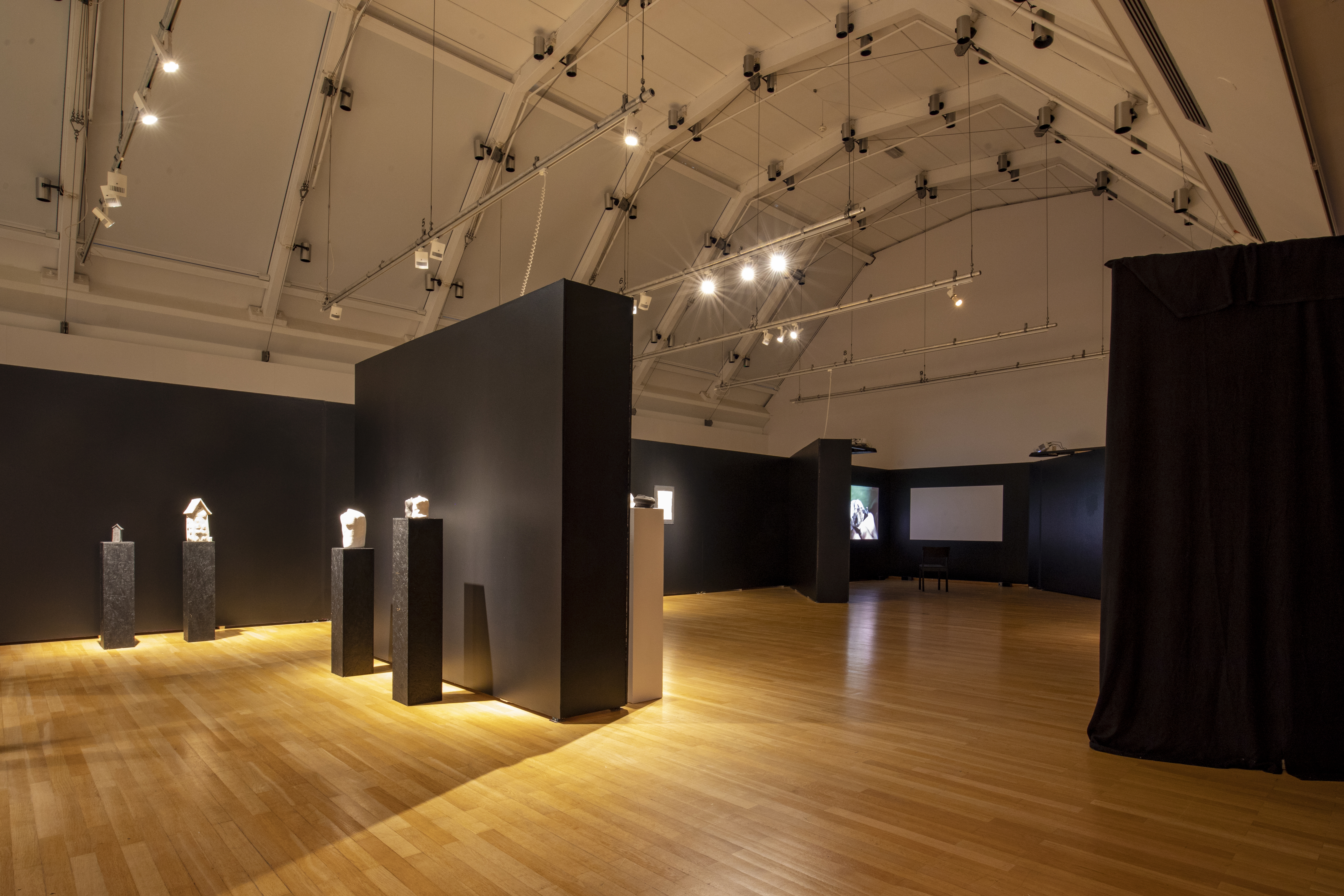
Huvudhallen på Södertälje konsthall
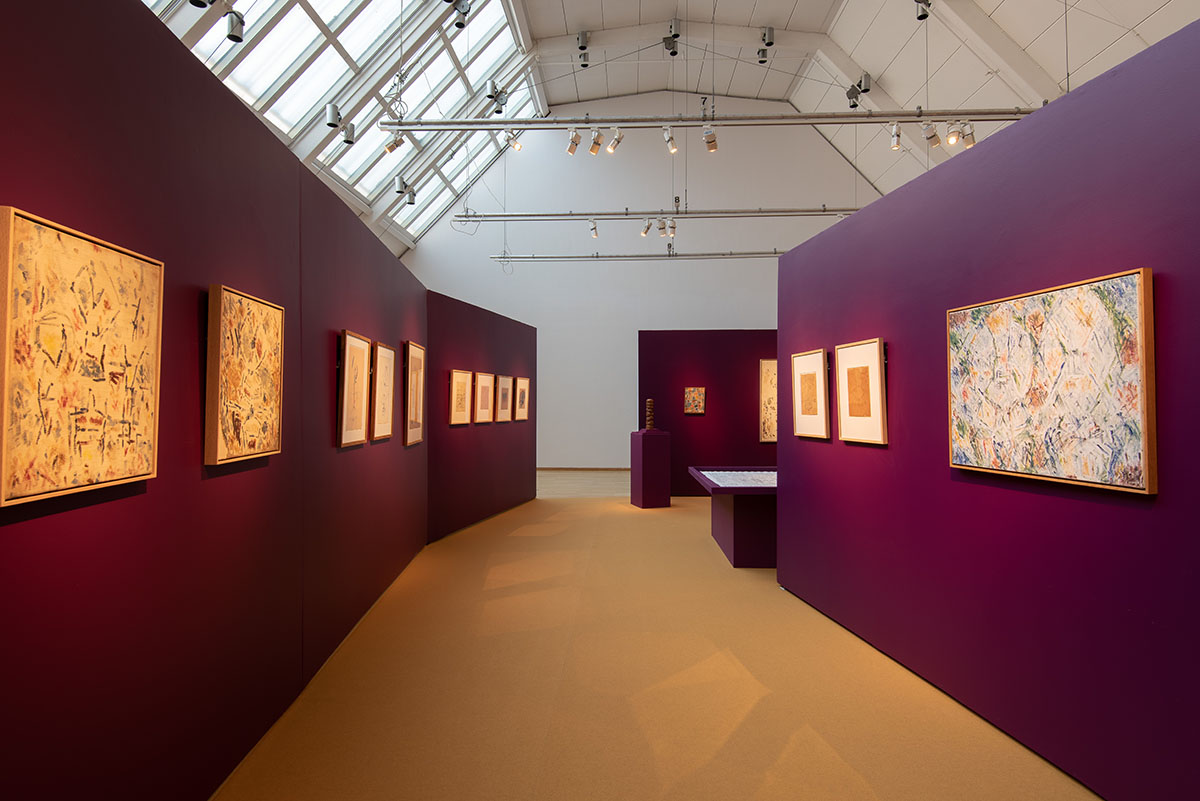
Utställning på Södertälje konsthall
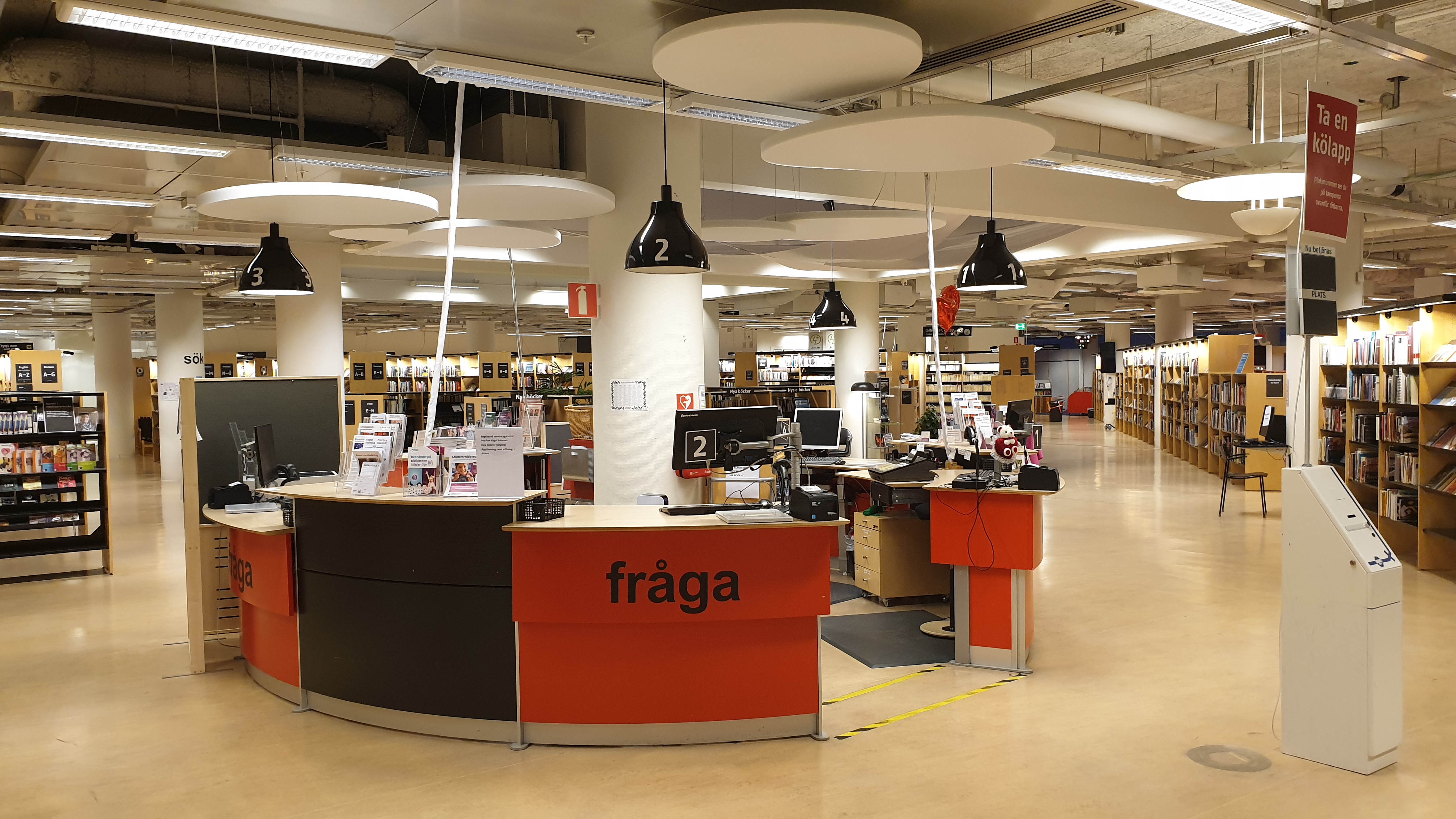
Interiör på Södertälje stadsbibliotek
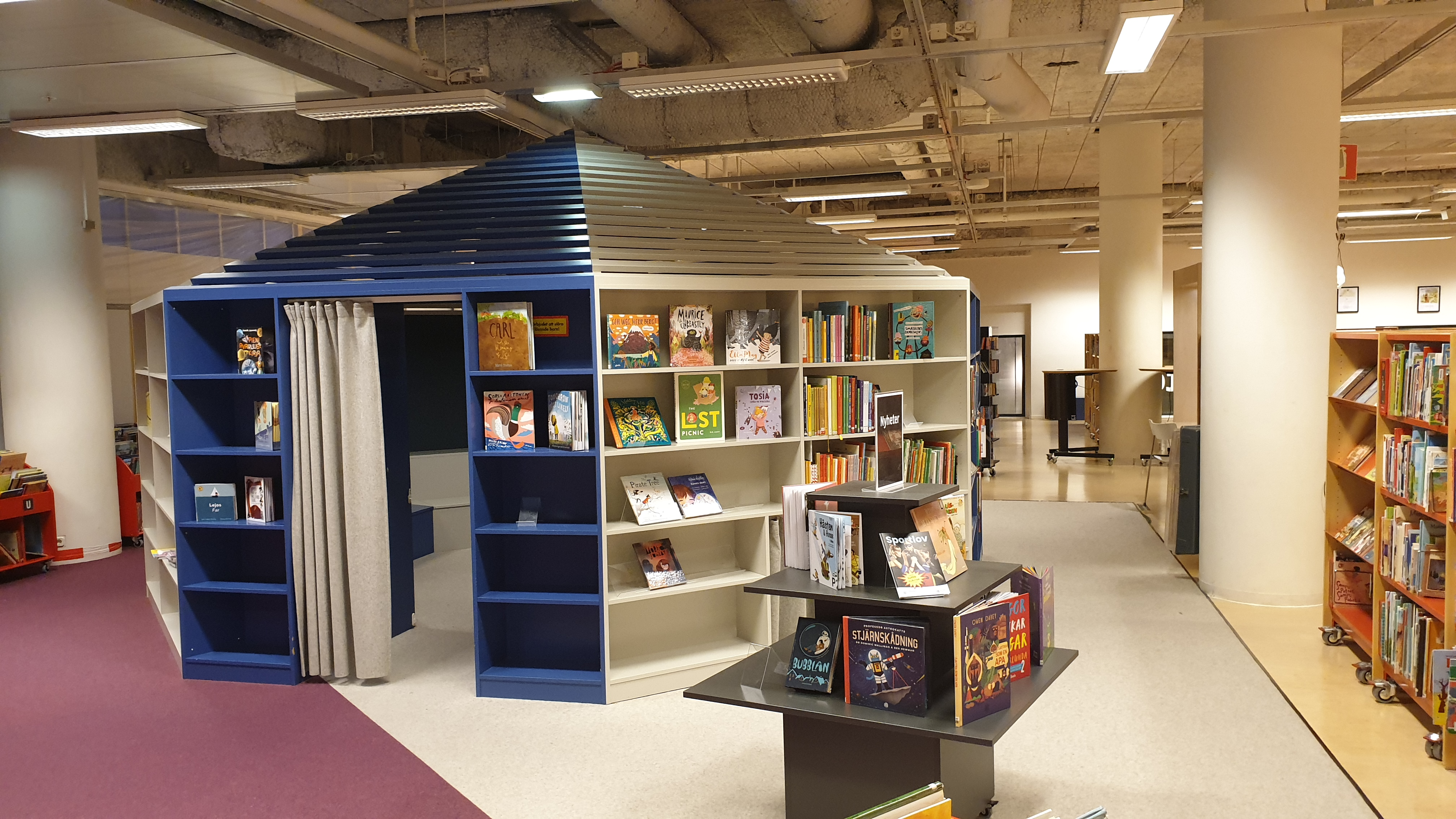
Barnavdelning på Södertälje stadsbibliotek

## Offentlig konst
I Lunagallerian finns Dafnefontänen av Helga Henschen. Fontänen är Sveriges största keramiska skulptur och invigdes 1978 i samband med att Lunahuset stod klart. Fontänen restaurerades och återinvigdes 2016.
Verket Skogen av Lenny Clarhäll specialbeställdes till stadsbibliotekets nya lokaler som invigdes i Lunagallerian 1978. Vid ombyggnaden av biblioteket 2005 flyttades det istället till Södertälje stadshus.